# Церемония MTV Video Music Awards 2025
The 2025 MTV Video Music Awards — 42-я церемония вручения наград, которая состоится 7 сентября 2025 года в Элмонте (штат Нью-Йорк, США) в Ю-би-эс Арене. Церемония впервые будет транслироваться на канале CBS, а также будет транслироваться одновременно на MTV и Paramount+ в США. Часовой предварительный показ будет транслироваться на Paramount Media Networks.
На церемонии будут отмечены лучшие музыкальные видеоклипы и песни, выпущенные в период с 20 июня 2024 года по 18 июня 2025 года. Две новые категории наград — «Лучшее кантри-видео» и «Лучший поп-исполнитель» — будут присуждаться по результатам голосования фанатов.

## Победители и номинанты
Первый тур номинаций был объявлен 5 августа 2025 года. В нём были представлены две новые категории: «Лучший кантри-исполнитель» и «Лучший поп-исполнитель». Леди Гага лидировала по числу номинаций, получив двенадцать номинаций, за ней следовали Бруно Марс с одиннадцатью номинациями и Кендрик Ламар с десятью номинациями. По восемь номинаций имеют Розэ и Сабрина Карпентер, а Ариана Гранде и The Weeknd — по семь номинаций у каждого.

### Категории, выбранные по результатам голосования
Победители в следующих категориях были выбраны голосованием поклонников. Первый тур голосования, известный как «Период общего голосования», начался 5 августа в 12:00 по восточному времени для категорий, номинанты которых были объявлены в тот же день, и завершится 5 сентября в 18:00 по восточному времени. Голосование за лучшего нового артиста продлится до конца церемонии.
| Видео года \| Video of the Year | Песня года \| Song of the Year |
| --- | --- |
| - Ариана Гранде — Brighter Days Ahead - Билли Айлиш — «Birds of a Feather» - Кендрик Ламар — «Not Like Us» - Леди Гага и Бруно Марс — «Die with a Smile» - Розэ и Бруно Марс — «Apt.» - Сабрина Карпентер — «Manchild» - The Weeknd и Playboi Carti — «Timeless»                        | - Алекс Уоррен — «Ordinary» - Билли Айлиш — «Birds of a Feather» - Doechii — «Anxiety» - Эд Ширан — «Sapphire» - Грэйси Абрамс — «I Love You, I’m Sorry» - Леди Гага и Бруно Марс — «Die with a Smile» - Лорд — «What Was That» - Розэ и Бруно Марс — «Apt.» - Тейт Макрей — «Sports Car» - The Weeknd и Playboi Carti — «Timeless» |
| Артист года \| Artist of the Year | Лучший новый артист \| Best New Artist |
| - Бэд Банни - Бейонсе - Кендрик Ламар - Леди Гага - Морган Уоллен - Тейлор Свифт - The Weeknd | - Алекс Уоррен - Элла Лэнгли - Gigi Perez - Лола Янг - Sombr - The Marías |
| Лучший поп-артист \| Best Pop Artist | Push Performance of the Year |
| - Ариана Гранде - Charli XCX - Джастин Бибер - Лорд - Майли Сайрус - Сабрина Карпентер - Тейт Макрей | - август 2024: Shaboozey — «A Bar Song (Tipsy)» - сентябрь 2024: Ayra Starr — «Last Heartbreak Song» - октябрь 2024: Mark Ambor — «Belong Together» - ноябрь 2024: Lay Bankz — «Graveyard» - декабрь 2024: Dasha — «Bye Bye Bye» - январь 2025: Katseye — «Touch» - февраль 2025: Jordan Adetunji — «Kehlani» - март 2025: Leon Thomas — «Yes It Is» - апрель 2025: Livingston — «Shadow» - май 2025: Дамиано Давид — «Next Summer» - июнь 2025: Gigi Perez — «Sailor Song» - июль 2025: Role Model — «Sally, When the Wine Runs Out» |
| Лучшая совместная работа \| Best Collaboration | Лучшее поп-видео \| Best Pop |
| - Бейли Циммерман и Люк Комбс — «Backup Plan» - Кендрик Ламар и SZA — «Luther» - Леди Гага и Бруно Марс — «Die with a Smile» - Post Malone при участии Блейка Шелтона — «Pour Me a Drink» - Розэ и Бруно Марс — «Apt.» - Селена Гомес и Бенни Бланко — «Sunset Blvd»                    | - Алекс Уоррен — «Ordinary» - Ариана Гранде — Brighter Days Ahead - Эд Ширан — «Sapphire» - Леди Гага и Бруно Марс — «Die with a Smile» - Розэ и Бруно Марс — «Apt.» - Сабрина Карпентер — «Manchild» |
| Лучшее хип-хоп видео \| Best Hip Hop | Лучшее R&B видео \| Best R&B |
| - Doechii — «Anxiety» - Дрейк — «Nokia» - Эминем при участии Jelly Roll — «Somebody Save Me» - GloRilla при участии Sexyy Red — «Whatchu Kno About Me» - Кендрик Ламар — «Not Like Us» - LL Cool J при участии Eminem — «Murdergram Deux» - Трэвис Скотт — «4x4»                        | - Крис Браун — «Residuals» - Leon Thomas и Freddie Gibbs — «Mutt (Remix)» - Мэрайя Кэри — «Type Dangerous» - PartyNextDoor — «No Chill» - Summer Walker — «Heart of a Woman» - SZA — «Drive» - The Weeknd и Playboi Carti — «Timeless» |
| Лучшее альтернативное видео \| Best Alternative | Лучшее рок-видео \| Best Rock |
| - Gigi Perez — «Sailor Song» - Imagine Dragons — «Wake Up» - Лола Янг — «Messy» - MGK и Jelly Roll — «Lonely Road» - Sombr — «Back to Friends» - The Marías — «Back to Me» | - Coldplay — «All My Love» - Evanescence — «Afterlife (из мультсериала Netflix Devil May Cry)» - Green Day — «One Eyed Bastard» - Ленни Кравиц — «Honey» - Linkin Park — «The Emptiness Machine» - Twenty One Pilots — «The Contract» |
| Лучшее латинское видео \| Best Latin | Лучшее К-поп видео \| Best K-pop |
| - Бэд Банни — «Baile Inolvidable» - J Balvin — «Rio» - Кароль Джи — «Si Antes Te Hubiera Conocido» - Peso Pluma — «La Patrulla» - Рау Алехандро и Romeo Santos — «Khé?» - Шакира — «Soltera»                                                                                            | - Aespa — «Whiplash» - Дженни — «Like Jennie» - Jimin — «Who» - Джису — «Earthquake» - Лиса при участии Doja Cat и Raye — «Born Again» - Stray Kids — «Chk Chk Boom» - Розэ — «Toxic Till the End» |
| Лучшее афробитс-видео \| Best Afrobeats | Лучшее кантри-видео \| Best Country |
| - Asake и Трэвис Скотт — «Active» - Burna Boy и Трэвис Скотт — «TaTaTa» - Moliy, Silent Addy, Skillibeng и Shenseea — «Shake It to the Max (Fly)» - Rema — «Baby (Is It a Crime)» - Tems и Asake — «Get It Right» - Tyla — «Push 2 Start» - Wizkid и Brent Faiyaz — «Piece of My Heart» | - Крис Стэплтон — «Think I'm in Love with You» - Коди Джонсон и Кэрри Андервуд — «I’m Gonna Love You» - Jelly Roll — «Liar» - Лэйни Уилсон — «4x4xU» - Меган Морони — «Am I Okay?» - Моргана Уоллен — «Smile» |
| Best Album | Лучшее большое видео \| Best Long Form Video |
| - Бэд Банни — Debí Tirar Más Fotos - Кендрик Ламар — GNX - Леди Гага — Mayhem - Моргана Уоллен — I’m the Problem - Сабрина Карпентер — Short n’ Sweet - The Weeknd — Hurry Up Tomorrow                                                                                                  | - Ариана Гранде — Brighter Days Ahead - Бэд Банни — Debí Tirar Más Fotos (Short Film) - Дамиано Давид — Funny Little Stories - Мак Миллер — Balloonerism - Майли Сайрус — Something Beautiful - The Weeknd — Hurry Up Tomorrow |
| Лучшее видео с посланием \| Best Long Form Video | |
| - Burna Boy — «Higher» - Charli XCX при участии Билли Айлиш — «Guess» - Doechii — «Anxiety» - Эминем при участии Jelly Roll — «Somebody Save Me» - Селена Гомес и Бенни Бланко — «Younger and Hotter Than Me» - Zach Hood при участии Sasha Alex Sloan — «Sleepwalking»                 | |

### Профессиональные категории
Победители в следующих категориях были выбраны профессионалами отрасли.
| Лучшая режиссура \| Best Direction | Лучшая художественная работа \| Best Art Direction |
| --- | --- |
| - Ариана Гранде — Brighter Days Ahead (режиссёр: Christian Breslauer) - Charli XCX при участии Билли Айлиш — «Guess» (режиссёр: Aidan Zamiri) - Кендрик Ламар — «Not Like Us» (режиссёр: Dave Free и Kendrick Lamar) - Леди Гага — «Abracadabra» (режиссёры: Lady Gaga, Bethany Vargas и Parris Goebel) - Розэ и Бруно Марс — «Apt.» (режиссёры: Bruno Mars и Daniel Ramos) - Сабрина Карпентер — «Manchild» (режиссёры: Vania Heymann & Gal Muggia) | - Charli XCX при участии Билли Айлиш — «Guess» (художник-постановщик: Daniel Lane) - Кендрик Ламар — «Not Like Us» (художник-постановщик: Freyja Bardell) - Леди Гага — «Abracadabra» (художник-постановщик: Wesley Goodrich) - Лорд — «Man of the Year» (художники-постановщики: Chad Keith и Jenny Lass) - Майли Сайрус — «End of the World» (художник-постановщик: David Meyer) - Розэ и Бруно Марс — «Apt.» (художник-постановщик: Elizabet Puksto) |
| Лучшая операторская работа \| Best Cinematography | Лучший монтаж \| Best Editing |
| | |
| Лучшая хореография \| Best Choreography | Лучшие визуальные эффекты \| Best Visual Effects |
| | |